# 海洛
海洛（荷兰语：Heiloo）是荷蘭的一個市鎮和城市，在行政區劃上屬於北荷蘭省。海洛位於西弗里斯蘭地區。2017年，海洛有人口23,003人。

## 外部連結
- 维基共享资源上的相關多媒體資源：海洛

- Official website （页面存档备份，存于）